# موسيقى الميتال
الهيفي ميتال Heavy Metal (أو فقط ميتال Metal للاختصار) لون من ألوان موسيقى الروك تطور خلال سبعينات القرن العشرين عن البلوز والهارد الروك. يمتاز الميتال بقوة الموسيقى وحريتها من القيود وتمتاز أيضا بصوت الجيتار القوي الذي يكون عالي التشويش مع استعمال الدرامز والباس جيتار. وتختلف كلمات الأغاني من نوع إلى آخر وتتحدث في المجمل عن الموت وقصص الفنتازيا وميثولوجي والحروب والحزن وخصوصا المشاكل الاجتماعية والسياسية وغيرها الكثير. جاء في موقع «أول ميوزيك» في تعريف الهيفي ميتال: «من جميع أنواع الروك & رول المختلفة، الهيفي ميتال هو النوع الأكثر تطرفاً بدرجة الصوت، الرجولية ومضاهاتها للتمثيلات المسرحية.» 
وقد ظهر المصطلح الميتال على يد فريق ستبنولف Steppenwolf عام 1968 حينما استخدموا فقرة كتبها مارس بونفاير Heavy Metal Thunder في أغنيتهم «ولد ليكون جامحاً» Born to be wild
يواجه الميتال الرفض من كثير من فئات المجتمع لزعمهم بأنه موسيقى شيطانية، وأن الاستماع لهذا النوع من الموسيقى فيه نوع من الخفايا على مستوى مضمون أغاني الميتال حيث تأتي غالبية الأغاني تتمحور حول الموت والجحيم، بهذا رُبط هذا النوع من الموسيقى من قبل الأشخاص المحافظين بالشيطانية.

## خصائص الميتال

### الميتال بشكل عام
موسيقى الميتال تتميز بصوت عالي ومشوه للجيتار باستخدام دواسات المؤثرات الخاصة أو باسخدام نفس مكبر الصوت. تتميز أيضا برتم مشدد وكثافة الطبول والبيس.
يعود صوت الجيتار العالي والمشوه إلى ما قبل السبعينات من العازف الأسطوري Jimi hendrix الذي لم يبالي بقوة الصوت عندها واجه الكثير من الرفض إلى أن أصبحت موسيقى الروك والميتال ترتبط بهذا الصوت المميز والمعروف عن موسيقى الروك والميتال.
يكون العزف المنفرد بالميتال شيء شبه أساسي في عديد من الأنواع الجانبية ويكاد الكثير لا يستغني عنه ولكن الفرق الحديثة أصبحت تعتمد على اللحن الإيقاعي وتتنوع المهارات على الجيتار من خلال موسيقى الميتال وتتعدد الأساليب الكثيرة والسرعة باللعب تكاد تصل إلى مرحلة الجنون وعلى النظير الآخر توجد أنواع ذات أيقاع بطيء ومخيف جدا.

## أنواع الميتال

### الثراش ميتال
بدأت هذه الفترة مع بداية الثمانينات، يتميز نوع الميتال هذا بالسرعة والأسلوب العنيف والعزف المنفرد السريع والأيقاع الصاخب الذي يكن مصحوبا بـ (Double bass). وطريقة الغناء تكون شبيه بالحشرجة لكنها لا تشبه الديث ميتال. أشهر الفرق فيها هذا النوع هم الأربعة الكبار: METALLICA,MEGADETH,ANTHRAX,SLAYER.

### السبيد ميتال أو الباور ميتال
هذا النمط من الميتال يكسر حواجز السرعة للثراش ميتال. بسبب اندماج البنك مع الميتال خرج لنا هذا النوع وتفرع إلى أنواع جانبية كثيرة. يتميز هذا النوع باستخدام للسويب بيكنق والعزف المنفرد السريع.

### ميتال كور
هذا النوع ظهر في التسعينات الميلادية. يتميز هذا النوع بالألحان الميلودية واستخدام الهارموني بشكل كثير مع الدمج ما بين غناء الحشرجة والغناء العادي. هذا النوع لاقى رواجا كبيرا بين المراهقين. من أشهر الفرق التي تخصصت بهذا المجال: Avenged sevenfold, Killswitch engage,Bullet for my valntine.

### البلاك ميتال والديث ميتال
هما نوعان من موسيقا الميتال التي يمكن وصفها بموسيقا الميتال المتطرفة حيث تمتاز ألحانها بالظلامية وكلمات تتناول مواضيع سلبية بالمجمل كالغضب والحقد أو احداث قاسية وأحيانا مواضيع تتعلق بالشيطانية وطقوسها، لكن كل منها تتجه باتجاه مختلف عن الأخرى اذ تمتاز موسيقا البلاك ميتال بأنها أكثر سوداوية وأكثر تطرفا تصل فوصل بها الحد إالى تناول مواضيع كالقتل أو الانتحار أو العنصرية، تتضمن نمط غنائي يعتمد بشكل أساسي على صراخ ذو نوطات عالية وغيتارات ذات نغمة مشوهة لدرجة عالية يستعمل فيها تقنية التريمولو في العزف بشكل كبير، ساهمت في نشأته الأولى فرق مثل Venom و Bathory تلاها فيما بعد فرق مثل Mayhem. أما الديث ميتال فيتضمن تنويع أكثر في المواضيع المتناولة وتنوع أكثر في النمط الغنائي اذ قد يتضمن صراخ وقد يتضمن غناء عادي يعتمد أيضا على أصوات الإيتار المشوهة (Distorted) بشكل أساسي وبسبب وجود أنواع عديدة لا يمكن حصره بإطار معين.

### الجوثيك ميتال
نوع ظهر في التسعينات خصوصا في أوروبا. يتميز هذا النوع بتحدثه عن قصص الجوثيك الأسطورية والكلمات العميقة الفلسفية. نوعية العزف في الجوثيك ميتال تكون شبيهة بالبلاك ميتال والديث ميتال لكن بنوع من الميلودية فيه. من أشهر فرق الميتال الفرق الأمريكية المشهورة والتي حققت نجاحا تجاريا باهرا في أمريكا على صعيد أغاني البوب وهي: Evanasence. وأيضا فرق أخرى مشهورة: Sirenia, Lacuna Coil, After forever, Epica.

### النيو ميتال والراب ميتال
وهو نوع ظهر في التعسينات على يد كثير من الفرق من أشهرها الفرقة المعروفة عالمياLinkin Park. هذا النوع كان من أقوى أنواع التجديد في الميتال وعالم الروك بحيث إدخال أساليب جديدة لم تستخدم من قبل مثل إدخال الراب في الميتال. أول فرقة ميتال قامت بهذا التجديد هي فرقة الثراش الكبيرة Anthrax التي فتحت مجالا جديدا وكبيرا في عالم الروك اند رول عامة والميتال على وجه الخصوص. أيضا قد تلاحظ وجود استخدام للدي جي بشكل واضح في العديد من الفرق. من أشهر هذه الفرق: Linkin Park, Korn.

### البروجريسيف ميتال
تأثر هذا النوع كثيرا بفرق البروجريسيف روك كالفرقة العظيمة Pink Floyd ويعتمد هذا الأسلوب على تغير اللحن من مقطع إلى آخر وطول الأغاني وعدم الالتزام بقاعدة معينة. كان هنالك العديد من الفرق التي دخلت في هذا المجال بدون علمها كالفرقة الكبيرة ميتاليكا في البومها And Justice for all. من أشهر هذه الفرق هي: Tool, SymphonyX, Dream Theater, Opeth.

## تاريخ الميتال

### البداية (70s)
كانت بدايات الموسيقى في بدايات السبعينات على يد فرق مثل Led Zeppelin, Uriah Heep, Deep Purple فهم الذين بنوا الأساس للموسيقى كالعزف المنفرد الطويل واصوات الجيتارات العالية والأسلوب العنيف وطرح جديد للكلمات. أول فرقة هيفي ميتال كمسمى هي Black Sabbath التي بدأت بفكرة الهيفي ميتال وفكرة جلب الرعب للموسيقى كما يقول المغني الرئيسي للفرق أوزي «يدفع الناس المال ليشاهدوا أفلام الرعب ليشعروا بالخوف لم لا نصنع موسيقى تخيف الناس» ومن هنا بدأت فكرة الميتال.ظهرت عدة فرق بعد ذلك ومن ابرزها Judas Priest و Alice cooper و KISS. بعدها ظهرت عدة فرق التي تنوعت أساليبها وبدأ الميتال ينتشر وتزداد شعيبيته بين الناس.

### انحطاط الميتال
بدت النظر لهذه الموسيقى بنظرة انحطاط عامة عندما تدخل الكلمات التي يتم تكرارها في الغناء في اللاوعي، وتبدأ تعمل بشكل ذاتي، توقظ الشعور وتهيجه باتجاه أفعال وتصرفات محددة. كما أن سماع الإيقاعات نفسها بشكل مستمر يوجه الإنسان باتجاه موجة حسية وتوتر الطاقة.
والميتال والروك كما يتبين موسيقى ذات تأثير قوي على الحالة النفسية والبدنية للإنسان.
- وكما يبين الباحث المشهور في ظاهرة الروك ـ رويل جان بول ريجيمبال: «تتلخص قوة الروك في النبضات المتقطعة، والإيقاعات، التي تسبب ردود فعل نفسية ـ مادية عند جسم الإنسان، قادرة على التأثير على مختلف أعضاء الجسم (خاصة إيقاع البت، يمكن أن يسبب تسريع في نبضات القلب والزيادة في إفراز الأدرينالين، وكذلك تهييج المجال الجنسي).»

### الموجة الجديدة للهيفي الميتال
بدأت بعض الفرق في أمريكا بالتحرك وأول هذي الفرق كانت Metallica التي كان لها وزنها الثقيل في ساحة الميتال وهي الفرقة الأولى التي بدأت بصوت الجيتار العالي جدا الذي نسمعه الآن في كل مكان وكانت بعيدة كل البعد عن مظاهر القلام ميتال بل كان أسلوبهم عنيفا جدا وطريقة لعبهم للجيتار كانت سريعة ولم يسبقهم أحد بذلك وأدى ذلك إلى شهرة ميتاليكا في أوساط لوس انجلوس وخارجها، بعدها طرد عازف الجيتار Dave mustain من ميتاليكا بسبب إدمانه على الكحول التي تؤدي إلى جعل تصرفاته العنيفة وبعدها أسس ديف فرقة تدعى Megadeth والتي تعد من أقوى فرق الميتال. بعد ذلك ظهرت فرق عديدة بنفس الأسلوب الذي أسسته ميتاليكا ولكن برز منهم فرقتان تدعى الأولى Slayer والثانية Anthrax وثم أصبح هذا نوع من أنواع الميتال الذي يسمه بـ Thrash Metal. يتميز عن غيره بسرعة الإيقاع والللعب والغناء المتحشرج والأسلوب العنيف والرفض للقلام ميتال وكل أنواع الترف والبذخ وهذا النوع بدأ يتكلم عن المواضيع السياسية وقصص وروايات مرعبة وأفكار كثيرة وبعضها هادف بعكس القلام ميتال.

### انتشار الميتال
في هذه الفترة تطور الميتال إلى أنواع عديدة وكثيرة ودخل الراب في الميتال وبدأ ينتشر بقوة إلى ان قضى على القلام ميتال في اواخر الثمانينات. في سنوات ال80 وال90 تطور الديث ميتال Death Metal(ميتال الموت) والذي ميزه غناء الحشرجة Growling, وتمييز هذا النوع من الغناء عند Death, At The Gates, Cannibal Corpse, Obituary.
في سنوات ال90 تطور أيضا الباور ميتال Power Metal(ميتال القوة) الذي هو يجمع بين الثراش ميتال Thrash Metal والهيفي ميتال Heavy Metal والبلاك ميتال Black Metal (الميتال الأسود) هو عبارة عن نوع ميتال متطرف يمييزه صوت الطبول Drums المرتفع والسريع ويمكن أن يدور حول معاداة الأديان ومواضيع متطرفة أخرى (الشياطين)، وهناك أيضا العكس لهذا النوع وهو الUnblack Metal المشابه للBlack Metal لكن يروج للاديان. أيضا ظهرت أنواع أخرى متعددة من أبرزها: Nu metal, Gothic Metal,progrissive metal
بعدها أصبح الميتال في متناول الجميع بسبب انتشاره الكبير والواسع بين المراهقين والناس وأيضا هنالك فرق حققت شهرة عالمية لا مثيل لها مثل: Metallica, Megadeth,Pantera, Slayer وعلى وجه الخصوص ميتاليكا التي أصبحت أفضل فرقة ميتال تجاريا والفرقة الوحيدة التي أقامت عروضا في قارات العالم السبع بسنة واحدة وأيضا إقامتهم لأكثر من 1200 عرض حي.
لا يزال الميتال صامدا بالرغم من الأنواع الجديدة للموسيقى اللتي ابعدت الميتال قليلا عن الساحة كالراب والبوب والاليكترونك. وتوجد العديد من الفرق الجديدة التي تلقى رواجا كبيرة من المراهقين كـ Avenged Sevenfold, Bring me the horizon , Bullet for my valntine ...الخ وأيضا لا تزال بعض فرق الثمانينات تقدم فنها وتصدر ألبومات جديدة إلى الوقت الحالي. الإعلام لا يزال يحارب الميتال ويريد الترويج إلى الجنس والمخدرات والكحوليات لإيقاع المراهقين في هذا الشرك عن طريق الموسيقى ولكن فرق الميتال حرة بآدائها ولا تنصاع لمن يريده الناس أو يريده الإعلام لهذا السبب تقوم الحرب على الميتال والترويح على انه عنف وعبادة للشيطان. أكثر فرق الميتال الجديدة تحاول الترويج لأعمالها عن طريق محاولة دمج البوب بالميتال لجعل الجمهور يعجب بأدائهم خصوصا مع موجة الأيمو الجديدة في الألفية الجديدة. أصبح الميتال بعيدا عن بداياته حيث كانت الفرق عنيفة ولا تخاف ولها ثقلها ووزنها. انتشرت الآن الكثير من فرق الايمو التي تروج لأيذاء النفس والانتحار وبث الإحباط.

## الميتال في الوقت الحالي
لا يزال الميتال صامدا بالرغم من الأنواع الجديدة للموسيقى اللتي ابعدت الميتال قليلا عن الساحة كالراب والبوب والاليكترونك. وتوجد العديد من الفرق الجديدة التي تلقى رواجا كبيرة من المراهقين كـ Avenged Sevenfold, Bring me the horizon , Bullet for my valntine ...الخ وأيضا لا تزال بعض فرق الثمانينات تقدم فنها وتصدر ألبومات جديدة إلى الوقت الحالي. الإعلام لا يزال يحارب الميتال ويريد الترويج إلى الجنس والمخدرات والكحوليات لإيقاع المراهقين في هذا الشرك عن طريق الموسيقى ولكن فرق الميتال حرة بآدائها ولا تنصاع لمن يريده الناس أو يريده الإعلام لهذا السبب تقوم الحرب على الميتال والترويح على انه عنف وعبادة للشيطان. أكثر فرق الميتال الجديدة تحاول الترويج لأعمالها عن طريق محاولة دمج البوب بالميتال لجعل الجمهور يعجب بأدائهم خصوصا مع موجة الأيمو الجديدة في الألفية الجديدة. أصبح الميتال بعيدا عن بداياته حيث كانت الفرق عنيفة ولا تخاف ولها ثقلها ووزنها. انتشرت الآن الكثير من فرق الايمو التي تروج لأيذاء النفس والانتحار وبث الإحباط.

## الميتال في العالم العربي
لاقى الميتال في العالم العربي نسبة من المراهقيين والشباب اللذين وجدوا هذا الفن سبيلا لهم لتخفيف همومهم واحزانهم وشرح احاسيسهم عن طريق هذه الموسيقى وبل وجدت العديد من الفرق في العالم العربي ولكن لم تحقق هذه الفرق رواجا في العالم العربي لكثرة الجهل والظن ان هذا النوع مخصص لعبدة الشياطين. تعد مصر من أقوى ساحات الميتال في العالم العربي على الرغم من المعاداة للميتال من قبل الجهات الشعبية والرسمية في مصر والكل يعرف ما حدث في السنوات الأخيرة من ألغاء حفلات وأعتقالات وسجن وغيرها.
- هناك ساحات عربية قوية أيضا مثل تونس / الجزائر / المغرب/ لبنان والتي تعد من أكثر البلدان حاليا التي يتمتع بها الميتالهيدز بحرية اقامة الحفلات وتنظيم المناسبات واصبح في لبنان عدد لا بأس به من الفرق الجديدة تنتظر فقط بعض الوقت لصقل هذه المواهب واعتقد انه خلال 5 إلى 10 سنوات سنسمع بفرق عربية وصلت إلى العالمية. لكن تبقى الجزائر فرقها وحفلاتها تنظم بشكل مستمر ومنظم عكس تونس أو المغرب.

## الميتال وعلاقته بعبدة الشياطين
ليس كل مشاعر غاضبة أو حزينه في بعض أنواع الميتال له علاقة بالشر والشيطان والإنسان يملك هذا المشاعر فمنهم من يرسم مشاعره ومنهم يسطرها شعرا ومنهم من يحولها قصة ومنهم من يكبتها ومنهم من يغني هذي المشاعر وهذا هو الميتال كسائر أنواع الموسيقى. سبب ظن الناس بأنها موسيقى لعبدة الشياطين ان هنالك بعض الفرق لأنواع فرعية من موسيقى الميتال كانت قد روجت لهذا الشيء وأخذت الفكرة السيئة عن الميتال بسبب هذه الفرق وأيضا يعود السبب الأساسي للناس لتشويه سمعة الميتال بسبب عدم اعجابهم به وخوف الناس منه بسبب ان الميتال احيانا يتكلم بمواضيع حساسة قد تنظر لها بعض المجتمعات على أنها تابوهات.

## أشهر فرق الميتال
- Black Sabbath
- Judas priest
- Iron Maiden
- Metallica
- Slayer
- Megadeth
- Anthrax
- pantera
- MotorHead
- Eddie Van Halen
- Alice Cooper
- Dio
- Venom

## بعض أنواع الميتال
- باور ميتال Power Metal (ميتال القوة)
- بروجريسف ميتال Progressive Metal (الميتال التقدمي)
- بلاك ميتال Black Metal (الميتال الأسود)
- ثراش ميتال Thrash Metal
- جوثيك ميتال Gothic Metal (الميتال القوطي)
- دووم ميتال Doom Metal (ميتال الهلاك)
- ديث ميتال Death Metal (ميتال الموت)
- ميتال كور Metalcore
- سبييد ميتال Speed Metal (ميتال السرعة)
- سيمفونيك ميتال Symphonic Metal (الميتال السيمفوني)
- فولك ميتال Folk Metal (الميتال الشعبي)
- نيو ميتال New Metal (الميتال الجديد)